# Olympische Sommerspiele 2008/Teilnehmer (Rumänien)
| Gelbes Symbol für Goldmedaillen mit stilisierten Olympischen Ringen | Graues Symbol für Silbermedaillen mit stilisierten Olympischen Ringen | Braundes Symbol für Bronzemedaillen mit stilisierten Olympischen Ringen |
| ------------------------------------------------------------------- | --------------------------------------------------------------------- | ----------------------------------------------------------------------- |
| 4                                                                   | 1                                                                     | 4                                                                       |

Rumänien nahm 2008 zum 19. Mal an Olympischen Sommerspielen teil. Für die Olympischen Sommerspiele in Peking benannte das Nationale Olympische Komitee Rumäniens 102 Athleten, die in 16 Sportarten antraten (ursprünglich hätten 104 entsandt werden sollen, doch die beiden Leichtathletinnen Elena Antoci und Cristina Vasiloiu wurden unmittelbar nach Bekanntgabe des Aufgebots des Dopings überführt). Fahnenträgerin bei der Eröffnungsfeier war die Handballspielerin Valeria Beșe.

## Medaillengewinner
| Goldmedaillen (4)                  | Goldmedaillen (4)                   | Goldmedaillen (4) |
| Disziplin                          | Sportler                            |                   |
| ---------------------------------- | ----------------------------------- | ----------------- |
| Judo, bis 48 kg (F)                | Alina Alexandra Dumitru             |                   |
| Rudern, Zweier ohne Steuerfrau (F) | Georgeta Andrunache, Viorica Susanu |                   |
| Leichtathletik, Marathon (F)       | Constantina Diță                    |                   |
| Turnen, Boden (F)                  | Sandra Izbașa                       |                   |

| Silbermedaillen (1)       | Silbermedaillen (1) | Silbermedaillen (1) |
| Disziplin                 | Sportler            |                     |
| ------------------------- | ------------------- | ------------------- |
| Fechten, Degen Einzel (F) | Ana Maria Brânză    |                     |

| Fechten, Säbel Einzel (M)        | Mihai Covaliu |
| Turnen, Mannschaftsmehrkampf (F) | Andreea Acatrinei, Gabriela Drăgoi, Andreea Grigore, Sandra Izbașa, Steliana Nistor, Anamaria Tămârjan                                        |
| Rudern, Achter (F)               | Georgeta Andrunache, Enikő Barabás, Constanța Burcică, Elena Georgescu, Doina Ignat, Simona Mușat, Ioana Papuc, Rodica Șerban, Viorica Susanu |
| Ringen, Weltergewicht (M)        | Ștefan Gheorghiță |

## Teilnehmer nach Sportarten

### Bogenschießen
Männer:
- Alexandru Bodnar

### Boxen
- Ionuț Gheorghe (Halbweltergewicht)
- Georgian Popescu (Leichtgewicht)

### Fechten
Frauen:
- Ana Maria Brânză (Degen Einzel )
- Cristina Stahl (Florett Einzel)

Männer:
- Mihai Covaliu (Säbel Einzel )
- Rareș Dumitrescu (Säbel Einzel)
- Virgil Sălișcan (Florett Einzel)

### Gewichtheben
Frauen:
- Roxana Cocoș (bis 58 kg)

Männer:
- Antoniu Buci (bis 62 kg)
- Răzvan Martin (bis 69 kg)
- Alexandru Roșu (bis 69 kg)
- Răzvan Rusu (bis 77 kg)

### Handball
Rumänische Frauen-Handballnationalmannschaft
- Carmen Amariei
- Mihaela Ani-Senocico
- Valeria Beșe
- Florina Bîrsan
- Aurelia Brădeanu
- Luminița Dinu-Huțupan
- Valetina Elisei-Ardean
- Georgeta Narcisa Lecușanu
- Ramona Maier
- Adina Meiroșu
- Cristina Neagu
- Adriana Nechita
- Ionela Stanca-Gâlcă
- Tereza Tamaș
- Talida Tolnai

### Judo
Männer:
- Daniel Brata (bis 100 kg)

Frauen:
- Alina Alexandra Dumitru (bis 48 kg )

### Kanu
Männer:
- Iosif Chirilă (Zweier-Kanadier 500 m)
- Andrei Cuculici (Zweier-Kanadier 500 m)
- Nicolae Flocea (Zweier-Kanadier 1000 m)
- Florin Mironcic (Einer-Kanadier 500 m, Einer-Kanadier 1000 m)
- Constantin Ciprian Popa (Zweier-Kanadier 1000 m)

### Leichtathletik
Männer:
- Marian Oprea (Dreisprung)

Frauen:
- Ancuța Bobocel (3000 m Hindernis)
- Cristina Casandra (3000 m Hindernis)
- Adelina Gavrilă (Dreisprung)
- Nicoleta Grasu (Diskuswurf)
- Ana Maria Groza (20-km-Gehen)
- Anca Heltne (Kugelstoßen)
- Felicia Țilea-Moldovan (Speerwurf)
- Angela Moroșanu (400 m Hürden)
- Bianca Perie (Hammerwurf)
- Mihaela Neacșu (800 m)
- Lidia Șimon (Marathon)
- Monica Stoian (Speerwurf)
- Luminița Talpoṣ (Marathon)
- Ionela Târlea (200 m)
- Viorica Țigău (Weitsprung)
- Constantina Diță (Marathon )

### Ringen
Frauen:
- Estera Dobre (Freistil bis 48 kg)
- Ana Maria Pavăl (Freistil bis 55 kg)

Männer:
- Rareș Chintoan (Freistil bis 120 kg)
- Eusebiu Diaconu (griechisch-römisch bis 60 kg)
- Ștefan Gheorghiță (Freistil bis 74 kg )
- Virgil Munteanu (griechisch-römisch bis 55 kg)
- Ionuț Panait (griechisch-römisch bis 66 kg)
- Petru Toarcă (Freistil bis 55 kg)

### Rudern
Frauen:
- Georgeta Andrunache (Zweier ohne Steuerfrau , Achter )
- Enikő Barabás (Achter )
- Constanța Burcică (Achter )
- Roxana Cogianu (Doppelzweier)
- Elena Georgescu (Achter )
- Doina Ignat (Achter )
- Simona Mușat (Achter )
- Ionelia Neacșu (Doppelzweier)
- Ioana Papuc (Achter )
- Rodica Șerban (Achter )
- Viorica Susanu (Zweier ohne Steuerfrau , Achter )

### Schießen
Frauen:
- Lucia Mihalache (Skeet)

Männer:
- Alin George Moldoveanu (Luftgewehr)
- Iulian Raicea (Luftpistole, Schnellfeuerpistole)
- Ioan Toman (Skeet)

### Schwimmen
Frauen:
- Camelia Potec (200 m Freistil, 400 m Freistil, 800 m Freistil)

Männer:
- Dragoș Coman (400 m Freistil, 1500 m Freistil)
- Răzvan Florea (100 m Rücken, 200 m Rücken, 4 × 100 m Freistil)
- Ioan Gherghel (100 m Schmetterling, 200 m Schmetterling, 4 × 100 m Freistil)
- Valentin Preda (100 m Brust, 200 m Brust, 4 × 100 m Freistil)
- Norbert Trandafir (50 + 100 m Freistil, 4 × 100 m Freistil)

### Tennis
Frauen:
- Sorana Cîrstea (Einzel)

Männer:
- Victor Hănescu (Einzel)

### Tischtennis
Frauen:
- Daniela Dodean (Einzel, Team)
- Iulia Necula (Team)
- Elizabeta Samara (Einzel, Team)

Männer:
- Adrian Crișan (Einzel)

### Turnen
Männer:
- Adrian Bucur (Einzelmehrkampf, Mannschaftsmehrkampf)
- Marian Drăgulescu (Einzelmehrkampf, Mannschaftsmehrkampf, Boden, Pferdsprung)
- Flavius Koczi (Einzelmehrkampf, Mannschaftsmehrkampf, Pferdsprung)
- Daniel Popescu (Einzelmehrkampf, Mannschaftsmehrkampf)
- Răzvan Șelariu (Einzelmehrkampf, Mannschaftsmehrkampf)
- Robert Stănescu (Einzelmehrkampf, Mannschaftsmehrkampf, Ringe)

Frauen:
- Andreea Acatrinei (Einzelmehrkampf, Mannschaftsmehrkampf )
- Gabriela Drăgoi (Einzelmehrkampf, Mannschaftsmehrkampf , Schwebebalken)
- Andreea Grigore (Einzelmehrkampf, Mannschaftsmehrkampf )
- Sandra Izbașa (Einzelmehrkampf, Mannschaftsmehrkampf , Boden )
- Steliana Nistor (Einzelmehrkampf, Mannschaftsmehrkampf , Stufenbarren)
- Anamaria Tămârjan (Einzelmehrkampf, Mannschaftsmehrkampf )

### Wasserspringen
Frauen:
- Ramona Ciobanu (10-m-Turmspringen)

Männer:
- Constantin Popovici (10-m-Turmspringen)